# Raphael Draccon
Raphael Draccon, pseudônimo de Rafael Albuquerque Pereira (Rio de Janeiro, 15 de junho de 1981), é um escritor, editor, roteirista e produtor cinematográfico brasileiro, conhecido principalmente pelos livros da trilogia Dragões de Éter e pelas séries Cidade Invisível e O Escolhido, do serviço de streaming Netflix. 
Atualmente reside em Los Angeles, nos Estados Unidos.

## Carreira literária
Romancista e roteirista, foi premiado pela American Screenwriter Association e considerado pela revista IstoÉ como um dos dez escritores mais influentes do atual mercado literário brasileiro. Foi editor de seu próprio selo no grupo editorial Leya, a Fantasy - Casa da Palavra.
Escreveu a trilogia best-seller Dragões de Éter, na qual narra contos de fadas em uma versão pop, tendo ficado em primeiro lugar em vendas no país. Publicou o primeiro livro da série em Portugal (Dom Quixote) e vendeu os direitos da série em língua espanhola para o grupo Random House. Após a publicação no México, chegou ao quarto lugar dos mais vendidos. Escreveu o livro de fantasia urbana Espíritos de Gelo, publicando no Brasil e em Portugal (Gailivro), bem como Fios de Prata – Reconstruindo Sandman, Coletor de Espíritos e a trilogia Legado Ranger. Ao todo, já vendeu mais de 600 mil livros.
Draccon foi responsável por indicar o autor George R. R. Martin ao grupo Leya BR para publicação. Hoje é autor da Editora Rocco, estreando o selo de fantasia da empresa e sendo o segundo livro mais vendido deles na Bienal do Livro de SP com Cemitérios de Dragões, inspirado nos tokusatsus japoneses.
Teve um de seus livros divulgado na novela Amor à Vida e foi citado por Paulo Coelho na polêmica declaração em que o autor de O Alquimista criticou a ausência de jovens autores brasileiros representando o país na feira literária de Frankfurt. Também participou do RapaduraCast. e do site Sedentário & Hiperativo.
Em 2015, entrou para o time de autores roteiristas da Rede Globo de Televisão, participando da equipe da minissérie Supermax.  Em 2018 assinou contrato com o serviço de streaming Netflix, lançando a série O Escolhido, da qual participou como roteirista e coprodutor executivo nas duas temporadas. Também assinou a série Cidade Invisível (2020), baseada em uma história desenvolvida por ele e sua esposa Carolina Munhóz, e na qual também atuaram como produtores consultores.
Em 2023, Raphael Draccon e Carolina Munhóz  tornam-se roteiristas de histórias em quadrinhos, escrevendo em parceria para as duas principais editoras dos Estados Unidos: DC Comics e Marvel Comics.

## Livros
- Dragões de Éter: Caçadores de Bruxas ISBN 9788562936333 - Publicado inicialmente pela Editora Planeta em 2007 e posteriormente pela Editora Leya Brasil em 2010. Em Portugal pela Dom Quixote e no México pela Random House Mondadori.
- Dragões de Éter: Coração de Neve ISBN 9788562936012 - Publicado pela Editora Leya Brasil em 2009. Em Portugal pela Dom Quixote e no México pela Random House Mondadori.
- Dragões de Éter: Círculos de Chuva ISBN 9788562936340 - Publicado pela Editora Leya Brasil em 2010. Em Portugal pela Dom Quixote e no México pela Random House Mondadori.
- Espíritos de Gelo - Publicado pela Editora Leya Brasil em 2011. Em Portugal pela Gailivro.
- Fios de Prata – Reconstruindo Sandman - Publicado pela Editora Leya Brasil em 2012.
- Cemitérios de Dragões - Legado Ranger I ISBN 978-85-68263-01-3 - Publicado pela Editora Rocco, no selo Fantástica Rocco, em 2014.
- Cidades de Dragões - Legado Ranger II ISBN 978-85-68263-25-9 - Publicado pela Editora Rocco, no selo Fantástica Rocco, em 2015.
- Mundo de Dragões - Legado Ranger III ISBN 978-85-68263-42-6 - Publicado pela Editora Rocco, no selo Fantástica Rocco, em 2016.
- O Coletor de Espíritos ISBN 978-85-68263-52-5 - Publicado pela Editora Rocco, no selo Fantástica Rocco, em 2017.
- Criaturas e Criadores (coletânea de contos em colaboração com Carolina Munhóz, Raphael Montes e Frini Georgakopoulos) - Publicado pela Editora Record em 2018.
- Dragões de Éter: Estandartes de Névoa ISBN 9786555392210 - Publicado pela Editora Melhoramentos em 2020.

## Filmografia

### Séries
| SÉRIE                        | DATA DE EXIBIÇÃO       | CRÉDITO                            | EMPRESA    |
| ---------------------------- | ---------------------- | ---------------------------------- | ---------- |
| Supermax                     | 20 de setembro de 2016 | Roteirista                         | Rede Globo |
| O Escolhido / The Chosen One | 28 de junho de 2019    | Roteirista e Co-Produtor Executivo | Netflix    |
| O Escolhido / The Chosen One | 6 de dezembro de 2019  | Roteirista e Co-Produtor Executivo | Netflix    |
| Cidade Invisível             | 5 de fevereiro de 2021 | Baseado em e Produtor Consultor    | Netflix    |

### Filmes
| FILME   | DATA DE EXIBIÇÃO | CRÉDITO    | EMPRESA     |
| ------- | ---------------- | ---------- | ----------- |
| O Clube | TBT              | Roteirista | Loma Filmes |